# Grand Prix Sakhiru 2020
Grand Prix Sakhiru 2020, oficjalnie Formula 1 Rolex Sakhir Grand Prix 2020 – szesnasta runda Mistrzostw Świata Formuły 1 w sezonie 2020. Grand Prix odbyło się w dniach 4–6 grudnia 2020 na torze Bahrain International Circuit w Sakhir. Wyścig wygrał Sergio Pérez (Racing Point), a na podium stanęli kolejno Esteban Ocon (Renault) oraz Lance Stroll (Racing Point). Po starcie z pole position Valtteri Bottas (Mercedes) ukończył wyścig na ósmym miejscu.

## Tło
Grand Prix Sakhiru pojawiło się w Formule 1 w związku z pandemią COVID-19, w wyniku której znacznie przeprojektowano kalendarz na sezon 2020. Grand Prix odbędzie się tydzień po Grand Prix Bahrajnu, na tym samym torze – Bahrain International Circuit, ale na innym, krótszym wariancie toru.
W Grand Prix nie wystąpił Romain Grosjean z Haasa, który doznał oparzeń dłoni oraz stóp podczas Grand Prix Bahrajnu. Francuza zastąpił Pietro Fittipaldi.
W Grand Prix nie wystartował także Lewis Hamilton z Mercedesa, który uzyskał pozytywny wynik testu na koronawirusa. Zastąpił go George Russell z zespołu Williams Racing. George'a Russella z kolei zastąpił Jack Aitken.

## Lista startowa
| Nr          | Kierowca           | Zespół                        | Samochód                           | Silnik                      | Opony |
| ----------- | ------------------ | ----------------------------- | ---------------------------------- | --------------------------- | ----- |
| 3           | Daniel Ricciardo   | Renault DP World F1 Team      | Renault R.S.20                     | Renault E-Tech 20 1,6 V6T   | P     |
| 4           | Lando Norris       | McLaren F1 Team               | McLaren MCL35                      | Renault E-Tech 20 1,6 V6T   | P     |
| 5           | Sebastian Vettel   | Scuderia Ferrari              | Ferrari SF1000                     | Ferrari 065 1,6 V6T         | P     |
| 6           | Nicholas Latifi    | Williams Racing               | Williams FW43                      | Mercedes-AMG F1 M11 1,6 V6T | P     |
| 7           | Kimi Räikkönen     | Alfa Romeo Racing ORLEN       | Alfa Romeo C39                     | Ferrari 065 1,6 V6T         | P     |
| 10          | Pierre Gasly       | Scuderia AlphaTauri Honda     | AlphaTauri AT01                    | Honda RA620H 1,6 V6T        | P     |
| 11          | Sergio Pérez       | BWT Racing Point F1 Team      | Racing Point RP20                  | BWT Mercedes 1,6 V6T        | P     |
| 16          | Charles Leclerc    | Scuderia Ferrari              | Ferrari SF1000                     | Ferrari 065 1,6 V6T         | P     |
| 18          | Lance Stroll       | BWT Racing Point F1 Team      | Racing Point RP20                  | BWT Mercedes 1,6 V6T        | P     |
| 20          | Kevin Magnussen    | Haas F1 Team                  | Haas VF-20                         | Ferrari 065 1,6 V6T         | P     |
| 23          | Alexander Albon    | Aston Martin Red Bull Racing  | Red Bull RB16                      | Honda RA620H 1,6 V6T        | P     |
| 26          | Daniił Kwiat       | Scuderia AlphaTauri Honda     | AlphaTauri AT01                    | Honda RA620H 1,6 V6T        | P     |
| 31          | Esteban Ocon       | Renault DP World F1 Team      | Renault R.S.20                     | Renault E-Tech 20 1,6 V6T   | P     |
| 33          | Max Verstappen     | Aston Martin Red Bull Racing  | Red Bull RB16                      | Honda RA620H 1,6 V6T        | P     |
| 51          | Pietro Fittipaldi  | Haas F1 Team                  | Haas VF-20                         | Ferrari 065 1,6 V6T         | P     |
| 55          | Carlos Sainz Jr.   | McLaren F1 Team               | McLaren MCL35                      | Renault E-Tech 20 1,6 V6T   | P     |
| 63          | George Russell     | Mercedes-AMG Petronas F1 Team | Mercedes-AMG F1 W11 EQ Performance | Mercedes-AMG F1 M11 1,6 V6T | P     |
| 77          | Valtteri Bottas    | Mercedes-AMG Petronas F1 Team | Mercedes-AMG F1 W11 EQ Performance | Mercedes-AMG F1 M11 1,6 V6T | P     |
| 89          | Jack Aitken        | Williams Racing               | Williams FW43                      | Mercedes-AMG F1 M11 1,6 V6T | P     |
| 99          | Antonio Giovinazzi | Alfa Romeo Racing ORLEN       | Alfa Romeo C39                     | Ferrari 065 1,6 V6T         | P     |
| Źródło: FIA |                    |                               |                                    |                             |       |

## Wyniki

### Zwycięzcy sesji treningowych
| Sesja       | Nr | Kierowca       | Konstruktor | Czas     | Okr. |
| ----------- | -- | -------------- | ----------- | -------- | ---- |
| 1           | 63 | George Russell | Mercedes    | 0:54,546 | 49   |
| 2           | 63 | George Russell | Mercedes    | 0:54,713 | 48   |
| 3           | 33 | Max Verstappen | Red Bull    | 0:54,064 | 23   |
| Źródło: FIA |    |                |             |          |      |

### Kwalifikacje
| P                    | Nr | Kierowca           | Konstruktor               | Czasy w kwalifikacjach | Czasy w kwalifikacjach | Czasy w kwalifikacjach | Poz. s. |
| P                    | Nr | Kierowca           | Konstruktor               | Q1                     | Q2                     | Q3                     | Poz. s. |
| -------------------- | -- | ------------------ | ------------------------- | ---------------------- | ---------------------- | ---------------------- | ------- |
| 1                    | 77 | Valtteri Bottas    | Mercedes                  | 0:53,904               | 0:53,803               | 0:53,377               | 1       |
| 2                    | 63 | George Russell     | Mercedes                  | 0:54,160               | 0:53,819               | 0:53,403               | 2       |
| 3                    | 33 | Max Verstappen     | Red Bull Racing-Honda     | 0:54,037               | 0:53,647               | 0:53,433               | 3       |
| 4                    | 16 | Charles Leclerc    | Ferrari                   | 0:54,249               | 0:53,825               | 0:53,613               | 4       |
| 5                    | 11 | Sergio Pérez       | Racing Point-BWT Mercedes | 0:54,236               | 0:53,787               | 0:53,790               | 5       |
| 6                    | 26 | Daniił Kwiat       | AlphaTauri-Honda          | 0:54,346               | 0:53,856               | 0:53,906               | 6       |
| 7                    | 3  | Daniel Ricciardo   | Renault                   | 0:54,388               | 0:53,871               | 0:53,957               | 7       |
| 8                    | 55 | Carlos Sainz Jr.   | McLaren-Renault           | 0:54,450               | 0:53,818               | 0:54,010               | 8       |
| 9                    | 10 | Pierre Gasly       | AlphaTauri-Honda          | 0:54,207               | 0:53,941               | 0:54,154               | 9       |
| 10                   | 18 | Lance Stroll       | Racing Point-BWT Mercedes | 0:54,595               | 0:53,840               | 0:54,200               | 10      |
| 11                   | 31 | Esteban Ocon       | Renault                   | 0:54,309               | 0:53,995               |                        | 11      |
| 12                   | 23 | Alexander Albon    | Red Bull Racing-Honda     | 0:54,620               | 0:54,026               |                        | 12      |
| 13                   | 5  | Sebastian Vettel   | Ferrari                   | 0:54,301               | 0:54,175               |                        | 13      |
| 14                   | 99 | Antonio Giovinazzi | Alfa Romeo-Ferrari        | 0:54,523               | 0:54,377               |                        | 14      |
| 15                   | 4  | Lando Norris       | McLaren-Renault           | 0:54,194               | 0:54,693               |                        | 19      |
| 16                   | 20 | Kevin Magnussen    | Haas-Ferrari              | 0:54,705               |                        |                        | 15      |
| 17                   | 6  | Nicholas Latifi    | Williams-Mercedes         | 0:54,796               |                        |                        | 16      |
| 18                   | 89 | Jack Aitken        | Williams-Mercedes         | 0:54,892               |                        |                        | 17      |
| 19                   | 7  | Kimi Räikkönen     | Alfa Romeo-Ferrari        | 0:54,963               |                        |                        | 18      |
| 20                   | 51 | Pietro Fittipaldi  | Haas-Ferrari              | 0:55,426               |                        |                        | 20      |
| 107% czasu: 0:57,677 |    |                    |                           |                        |                        |                        |         |
| Źródło:              |    |                    |                           |                        |                        |                        |         |

Uwagi
1. ↑  Lando Norris otrzymał karę cofnięcia na koniec stawki za wymianę elementów jednostki napędowej ponad regulaminowy limit[11].
2. ↑  Pietro Fittipaldi otrzymał karę cofnięcia na koniec stawki za wymianę elementów jednostki napędowej ponad regulaminowy limit[12].

### Wyścig
| P           | Nr | Kierowca           | Konstruktor               | Okr. | Czas               | Start | +/–       | Punkty |
| ----------- | -- | ------------------ | ------------------------- | ---- | ------------------ | ----- | --------- | ------ |
| 1           | 11 | Sergio Pérez       | Racing Point-BWT Mercedes | 87   | 1:31:15,114        | 5     | 4         | 25     |
| 2           | 31 | Esteban Ocon       | Renault                   | 87   | +10,518            | 11    | 9         | 18     |
| 3           | 18 | Lance Stroll       | Racing Point-BWT Mercedes | 87   | +11,869            | 10    | 7         | 15     |
| 4           | 55 | Carlos Sainz Jr.   | McLaren-Renault           | 87   | +12,580            | 8     | 4         | 12     |
| 5           | 3  | Daniel Ricciardo   | Renault                   | 87   | +13,330            | 7     | 2         | 10     |
| 6           | 23 | Alexander Albon    | Red Bull Racing-Honda     | 87   | +13,842            | 12    | 6         | 8      |
| 7           | 26 | Daniił Kwiat       | AlphaTauri-Honda          | 87   | +14,534            | 6     | 1         | 6      |
| 8           | 77 | Valtteri Bottas    | Mercedes                  | 87   | +15,389            | 1     | 7         | 4      |
| 9           | 63 | George Russell     | Mercedes                  | 87   | +18,556            | 2     | 7         | 2+1    |
| 10          | 4  | Lando Norris       | McLaren-Renault           | 87   | +19,541            | 19    | 9         | 1      |
| 11          | 10 | Pierre Gasly       | AlphaTauri-Honda          | 87   | +20,527            | 9     | 2         |        |
| 12          | 5  | Sebastian Vettel   | Ferrari                   | 87   | +22,611            | 13    | 1         |        |
| 13          | 99 | Antonio Giovinazzi | Alfa Romeo-Ferrari        | 87   | +24,111            | 14    | 1         |        |
| 14          | 7  | Kimi Räikkönen     | Alfa Romeo-Ferrari        | 87   | +26,153            | 18    | 4         |        |
| 15          | 20 | Kevin Magnussen    | Haas-Ferrari              | 87   | +32,370            | 15    | Bez zmian |        |
| 16          | 89 | Jack Aitken        | Williams-Mercedes         | 87   | +33,674            | 17    | 1         |        |
| 17          | 8  | Pietro Fittipaldi  | Haas-Ferrari              | 87   | +36,858            | 20    | 3         |        |
| NS          | 6  | Nicholas Latifi    | Williams-Mercedes         | 52   | NU (wyciek paliwa) | 16    |           |        |
| NS          | 33 | Max Verstappen     | Red Bull Racing-Honda     | 0    | NU (wypadek)       | 3     |           |        |
| NS          | 16 | Charles Leclerc    | Ferrari                   | 0    | NU (kolizja)       | 4     |           |        |
| Źródło: FIA |    |                    |                           |      |                    |       |           |        |

Uwagi
1. ↑  Dodatkowy 1 punkt jest przyznawany kierowcy, który ustanowił najszybsze okrążenie w wyścigu, pod warunkiem, że ukończył wyścig w pierwszej 10.

### Najszybsze okrążenie
| Nr          | Kierowca       | Konstruktor | Czas     | Okr. |
| ----------- | -------------- | ----------- | -------- | ---- |
| 63          | George Russell | Mercedes    | 0:55,404 | 80   |
| Źródło: FIA |                |             |          |      |

### Prowadzenie w wyścigu
| Nr                              | Kierowca        | Konstruktor  | Okrążenia   | Suma |
| ------------------------------- | --------------- | ------------ | ----------- | ---- |
| 63                              | George Russell  | Mercedes     | 1–45, 50–63 | 59   |
| 77                              | Valtteri Bottas | Mercedes     | 46–49       | 4    |
| 11                              | Sergio Pérez    | Racing Point | 64–87       | 24   |
| \| Wykres \| \| ------ \| \| \| |                 |              |             |      |
| Źródło: FIA                     |                 |              |             |      |
| Wykres                          |                 |              |             |      |
|                                 |                 |              |             |      |

## Klasyfikacja po wyścigu

### Kierowcy
Źródło: FIA
| P  | +/− | Kierowca           | Starty | Punkty | P1 | P2 | P3 | PP | NO | NS |
| -- | --- | ------------------ | ------ | ------ | -- | -- | -- | -- | -- | -- |
| 1  | 0   | Lewis Hamilton     | 15     | 332    | 11 | 1  | 1  | 10 | 6  | –  |
| 2  | 0   | Valtteri Bottas    | 16     | 205    | 2  | 5  | 3  | 5  | 2  | 1  |
| 3  | 0   | Max Verstappen     | 16     | 189    | 1  | 6  | 3  | –  | 3  | 5  |
| 4  | +1  | Sergio Pérez       | 14     | 125    | 1  | 1  | –  | –  | –  | –  |
| 5  | −1  | Daniel Ricciardo   | 16     | 112    | –  | –  | 2  | –  | 1  | 1  |
| 6  | 0   | Charles Leclerc    | 16     | 98     | –  | 1  | 1  | –  | –  | 4  |
| 7  | +1  | Carlos Sainz Jr.   | 16     | 97     | –  | 1  | –  | –  | 1  | 3  |
| 8  | +1  | Alexander Albon    | 16     | 93     | –  | –  | 2  | –  | –  | 1  |
| 9  | −2  | Lando Norris       | 16     | 87     | –  | –  | 1  | –  | 2  | 1  |
| 10 | +1  | Lance Stroll       | 15     | 74     | –  | –  | 2  | 1  | –  | 5  |
| 11 | −1  | Pierre Gasly       | 16     | 71     | 1  | –  | –  | –  | –  | 3  |
| 12 | 0   | Esteban Ocon       | 16     | 60     | –  | 1  | –  | –  | –  | 4  |
| 13 | 0   | Sebastian Vettel   | 16     | 33     | –  | –  | 1  | –  | –  | 2  |
| 14 | 0   | Daniił Kwiat       | 16     | 32     | –  | –  | –  | –  | –  | 1  |
| 15 | 0   | Nico Hülkenberg    | 3      | 10     | –  | –  | –  | –  | –  | 1  |
| 16 | 0   | Kimi Räikkönen     | 16     | 4      | –  | –  | –  | –  | –  | 1  |
| 17 | 0   | Antonio Giovinazzi | 16     | 4      | –  | –  | –  | –  | –  | 3  |
| 18 | +3  | George Russell     | 16     | 3      | –  | –  | –  | –  | 1  | 4  |
| 19 | −1  | Romain Grosjean    | 15     | 2      | –  | –  | –  | –  | –  | 3  |
| 20 | −1  | Kevin Magnussen    | 16     | 1      | –  | –  | –  | –  | –  | 6  |
| 21 | −1  | Nicholas Latifi    | 16     | 0      | –  | –  | –  | –  | –  | 3  |
| 22 | N   | Jack Aitken        | 1      | 0      | –  | –  | –  | –  | –  | –  |
| 23 | N   | Pietro Fittipaldi  | 1      | 0      | –  | –  | –  | –  | –  | –  |
| P  | +/− | Kierowca           | Starty | Punkty | P1 | P2 | P3 | PP | NO | NS |

### Konstruktorzy
Źródło: FIA
| P  | +/− | Konstruktor               | Starty | Punkty | P1 | P2 | P3 | PP | NO | NS |
| -- | --- | ------------------------- | ------ | ------ | -- | -- | -- | -- | -- | -- |
| 1  | 0   | Mercedes                  | 32     | 540    | 13 | 6  | 4  | 15 | 9  | 1  |
| 2  | 0   | Red Bull Racing-Honda     | 32     | 282    | 1  | 6  | 5  | –  | 3  | 6  |
| 3  | +1  | Racing Point-BWT Mercedes | 32     | 194    | 1  | 1  | 2  | 1  | –  | 5  |
| 4  | −1  | McLaren-Renault           | 32     | 184    | –  | 1  | 1  | –  | 3  | 4  |
| 5  | 0   | Renault                   | 32     | 172    | –  | 1  | 2  | –  | 1  | 5  |
| 6  | 0   | Ferrari                   | 32     | 131    | –  | 1  | 2  | –  | –  | 6  |
| 7  | 0   | Scuderia AlphaTauri-Honda | 32     | 103    | 1  | –  | –  | –  | –  | 4  |
| 8  | 0   | Alfa Romeo Racing-Ferrari | 32     | 8      | –  | –  | –  | –  | –  | 3  |
| 9  | 0   | Haas-Ferrari              | 32     | 3      | –  | –  | –  | –  | –  | 9  |
| 10 | 0   | Williams-Mercedes         | 32     | 0      | –  | –  | –  | –  | –  | 7  |
| P  | +/− | Konstruktor               | Starty | Punkty | P1 | P2 | P3 | PP | NO | NS |